# Antonina Nikolajewna Lasarewa
Antonina Nikolajewna Lasarewa (russisch Антонина Николаевна Лазарева, engl. Transkription Antonina Lazareva; geb. Окорокова – Okorokowa – Okorokova; * 27. März 1941 in Serpuchow) ist eine ehemalige sowjetische Hochspringerin.
1968 gewann sie bei den Europäischen Hallenspielen in Madrid Bronze und bei den Olympischen Spielen in Mexiko-Stadt mit 1,80 m Silber hinter Milena Rezková aus der Tschechoslowakei (1,82 m) und vor ihrer höhengleichen Landsfrau Walentyna Kosyr.
1969 folgte einer Bronzemedaille bei den Europäischen Hallenspielen in Belgrad die Silbermedaille bei den Leichtathletik-Europameisterschaften in Athen. Bei den Olympischen Spielen 1972 in München schied sie in der Qualifikation aus.
Fünfmal wurde sie sowjetische Meisterin im Freien (1967, 1968, 1970, 1972, 1973), und in der Halle holte sie 1971 den nationalen Titel. Ihre persönliche Bestleistung von 1,88 m stellte sie am 20. August 1971 in Orjol auf.